# Mychajliwka (rejon odeski)
Mychajliwka – wieś na Ukrainie, w obwodzie odeskim, w rejonie bielajewskim. W 2001 roku liczyła 175 mieszkańców.